# Gendün Chöphel
| Tibetische Bezeichnung                                              |
| ------------------------------------------------------------------- |
| Tibetische Schrift: དགེ་འདུན་ཆོས་འཕེལ་                                  |
| Wylie-Transliteration: dge 'dun chos 'phel                          |
| Offizielle Transkription der VRCh: Gêndün Qoipê                     |
| THDL-Transkription: Gendün Chöpel                                   |
| Andere Schreibweisen: Gendun Chopel, Gendun Chophel, Gendün Chöphel |
| Chinesische Bezeichnung                                             |
| Traditionell: 根頓群培                                              |
| Vereinfacht: 根顿群培                                               |
| Pinyin:Gēndùn Qúnpéi                                                |

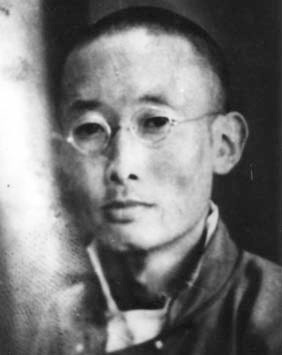
Gendun Chophel

Gendün Chöphel (* 1903 in zho 'ong dpyi grong tsho (Rêbgong); † 1951) war ein tibetischer Künstler, Gelehrter, Historiker und Autor.

## Leben

### Jugend und Ausbildung
Gendün Chöphel wurde bereits in jungen Jahren als Tulku eines bekannten Nyingma-Lamas erkannt, jedoch nicht inthronisiert. Im Alter von vierzehn Jahren wurde er als Novize im Gelug-Kloster Drisha in seiner Heimat im Rêbgong-Tal von Amdo (Qinghai) aufgenommen. Seine Studien führten ihn um 1920 in die Gelug-Klosteruniversität Labrang, wo er als glänzender Debattierer anfing, sich gegen Machtstrukturen im Klerus zu wenden. Während seines Aufenthalts in Labrang lernte er auch den amerikanischen Missionar Marion Griebenow kennen, der zwischen 1921 und 1949 in der Gegend lebte. Er weckte in ihm Interesse an der Welt außerhalb Tibets.
1927 wurde Gendün Chöphel nach viermonatiger Reise in die Hauptstadt Lhasa Schüler des Geshe Sherab Gyatsho (ca. 1884–1968) im berühmten Kloster Drepung. Obwohl er nicht als besonders eifriger Schüler galt, wurde er wegen seiner außergewöhnlichen Debattierkunst von den Mönchen geachtet. Nachdem er 1934 Rahul Sankrityayan (1893–1963) kennengelernt hatte, gab er allerdings seine Studien kurz vor der Geshe-Prüfung auf und suchte zusammen mit ihm in Klosterbibliotheken nach seltenen Sanskrit-Manuskripten.

### Indien
Im November desselben Jahres verließ Gendün Chöphel seine Heimat und reiste mit Rahul Sankrityayan nach Indien. Abgesehen von einer Expedition in die tibetische Region Tsang (1938) kehrte er zwölf Jahre lang nicht nach Tibet zurück. Den Winter 1934/35 verbrachte er in Patna.
Zwischen den Jahren 1935 und 1939 reiste Gendün Chöphel ausgiebig als Pilger im Stile eines Yogi der tantrischen Tradition durch den indischen Subkontinent und gelangte mit Unterstützung der Maha Bodhi Society nach Ceylon, wo er sich über die Philosophie und Lebensweise der dortigen Theravada-Mönche unterrichten konnte. Als Ergebnis seiner Reisen, auf der er auch versuchte, die 24 tantrischen Stätten zu identifizieren die im „Samvaratantra“ aufgeführt werden, entstand der „Führer durch Indien“ (tib.: s. rgya gar gnas yig bsdus pa), der in mehreren Versionen zwischen 1937 und 1950 gedruckt wurde.
Gendün Chöphel lernte Englisch, Sanskrit und Pali, befasste sich mit westlichen Philosophien und Gesellschaftsmodellen, knüpfte Kontakte zu Intellektuellen und Künstlern und tauchte als Laie in die „Welt der Sinne“ ein. Wenn er nicht bettelte hielt er sich mit Malerei über Wasser, außerdem fand er immer wieder Menschen, die ihn unterstützten. Das Angebot Rabindranath Tagores, an seiner Universität eine Professur für Tibetologie zu übernehmen, lehnte Gendün Chöphel entschieden ab, da er sich „kein schönes Leben machen, sondern alles für Tibet tun“ wolle.
In Anlehnung an das Kamasutra schrieb Gendün Chöphel während seiner Zeit in Indien „Die tibetische Kunst der Liebe“ (tib.:  'dod pa'i bstan bcos). Hopkins bezeichnet ihn aufgrund dieses Buches als den ersten tibetischen Feministen, da er im Buch die Wertschätzung und absolute Gleichstellung der Frau fordert.
Auch fertigte er die erste Übersetzung des Dhammapada aus dem Pali ins Tibetische an, arbeitete zusammen mit George Roerich an einer Übersetzung der „Blauen Annalen“ (tib.: deb ther sngon po) des Gö Lotsawa Shönnu Pel ins Englische und schrieb eine umstrittene Studie zur Madhyamaka-Philosophie mit dem Titel „Der Schmuck von Nagarjunas Absicht“ (tib.: klu sgrub dgongs rgyan).

### Tibet
Ab 1941 hatte Gendün Chöphel in Darjiling und Kalimpong Kontakte zu radikalen Exiltibetern aus dem Umkreis der „Tibet Improvement Party“ (tib. ནུབ་བོད་ལེགས་བཅོས་སྐྱིད་སྡུག་), die 1939 oder später von Pomdatsang Rabga (spom mda' tshang rab dga'; 1902–1972) gegründet worden war. Gegenüber der tibetischen Regierung in Lhasa wurde er von britischen Diplomaten als „Kommunist“ bezeichnet. 1945 wurde er von Trijang Rinpoche und dem Kashag eingeladen, nach Tibet zurückzukehren. Zwischen 1946 und 1947 schrieb Gendün Chöphel unter dem Titel „Weiße Annalen“ an einem Geschichtswerk zur tibetischen Monarchie, wobei er auch Manuskripte aus den Dunhuang-Funden von Aurel Stein und Paul Pelliot auswertete.
1947 wurde Gendün Chöphel aufgrund seiner politischen Aktivitäten (möglicherweise auf Betreiben von Hugh E. Richardson) auf Befehl des Kashag (der tibetischen Regierung) unter dem frei erfundenen Vorwand verhaftet, gefälschte Geldscheine in Umlauf gebracht zu haben. Er verbrachte drei Jahre in Gefangenschaft, zunächst im Nangtseshag (སྣང་རྩེ་ཤག་གི་ལས་ཁུངས), danach in Shöl, und wurde gefoltert. Während der Verhöre warf man ihm vor, ein russischer Spion zu sein, doch es wurde nie ein formelles Urteil erlassen. Im Zuge einer allgemeinen Amnestie nach der Thronbesteigung des 14. Dalai Lama kam er 1951 frei.
Gendün Chöphel starb noch im selben Jahr.

## Werke
- The White Annals. Library of Tibetan Works & Archives, Dharamsala 1978.
- Die tibetische Liebeskunst. Eros, Ekstase und spirituelle Heilung. Aus dem Amerikanischen von Richard Reschika, mit einer Einleitung von Jeffrey Hopkins, unter Mitwirkung von Dorje Yudon Yuthok, mit einem Vorwort von Andreas Gruschke. Hans-Nietsch-Verlag, Freiburg im Breisgau 2006, ISBN 3-934647-97-9.
- Dge-ʼdun-chos-ʼphel (A-mdo), Donald S. Lopez, In the Forest of Faded Wisdom: 104 Poems by Gendun Chopel, a Bilingual Edition, University of Chicago Press, 2009, ISBN 978-0-226-10452-2
- Gendun Chopel: Grains of Gold: Tales of a Cosmopolitan Traveler (Buddhism and Modernity), übersetzt von Thupten Jinpa und Donald Lopez, University of Chicago Press 2014, ISBN 978-0226091976

## Film
- Luc Schaedler: Angry Monk. Eine Reise durch Tibet. (Angry Monk: Reflections on Tibet), Kino-Dokumentarfilm, Schweiz 2005.